# Шахта «Суходільська № 1»
ДВАТ «Суходільська № 1». Входить до ДХК «Краснодонвугілля». Знаходиться у м. Суходільськ, Краснодонської міськради Луганської області.
Фактичний видобуток складав 1740/166 т/добу (1990/1999). Кількість працюючих (підземних) 1539/633 осіб (1992/1999).
Адреса: 94420, м.Суходільськ, Луганської обл.
У липні 2003 року шахту було визнано банкрутом та зачинено.